# 林肯鎮區 (內布拉斯加州蓋奇縣)
林肯鎮區（英語：Lincoln Township）是位於美國內布拉斯加州蓋奇縣的一個行政鎮區。

## 地方資料
林肯鎮區的面積為93.26平方千米，當中陸地面積為93.16平方千米，而水域面積為0.10平方千米。根據2020年美國人口普查的數據，當地共有人口207人，而人口密度為每平方千米2.22人。